# Tecate (kommun)
Tecate är en kommun i Mexiko.   Den ligger i delstaten Baja California, i den nordvästra delen av landet, 2 300 km nordväst om huvudstaden Mexico City. Antalet invånare är 91 034. Arean är 3 079 kvadratkilometer. Tecate gränsar till Ensenada och Tijuana.
Terrängen i Tecate är kuperad åt sydväst, men åt nordost är den bergig.
Följande samhällen finns i Tecate:
- Tecate
- Lomas de Santa Anita
- Cereso del Hongo
- Hacienda Tecate
- Rumorosa
- Maclovio Herrera
- Alfonso Garzón Granjas Familiares
- Mi Ranchito
- Libertad
- Paso del Águila
- Ejido Jacumé
- General Felipe Ángeles
- Jardines del Rincón
- Rancho Sandoval
- Villas Campestre
- Rancho Ramos
- El Paraíso
- Juliana Granja